# Kaiser (1905)
Pour les articles homonymes, voir Kaiser (homonymie).
Le Kaiser  était un navire à passagers de la Hamburg America Line (HAPAG). Il a été le premier navire civil allemand équipé de turbine à vapeur de conception et fabrication allemande.
Il servit de mouilleur de mines auxiliaire sous pavillon de la Kaiserliche Marine durant la Première Guerre mondiale et de la Kriegsmarine durant la Seconde Guerre mondiale.
Il a fini sa carrière sous pavillon polonais.

## Début de carrière
Le Kaiser a été mis en chantier AG Vulcan Stettin en 1904. Lancé en 1905 pour la Hamburg America Line il prend son service sur la ligne Hambourg-Heligoland puis vers Sylt et Norderney (Îles de la Frise-Orientale). Il avait comme sister-ships : Cobra, Prinzessin Heinrich et Silvana lancés avant lui.
Il peut embarquer jusqu'à 1 949 personnes en entrepont et 20 passagers en cabine. L'Empereur allemand Guillaume II d'Allemagne s'en est servi plusieurs fois pour des déplacements en mer du Nord.

## Première Guerre mondiale
La Kaiserliche Marine le réquisitionne le 4 août 1914 et le transforme en mouilleur de mines auxiliaire et lui enlève sa cheminée arrière.  Le navire pouvait embarquer jusqu'à 200 mines.  Sous le commandement du lieutenant-commandant Von Bulow il navigue avec les SMS Albatross et SMS Nautilus et posent un grand barrage de mines en mer du Nord le 9 septembre 1914.
Mais n'étant pas assez rapide pour un navire de guerre il est peu en service. À la fin de la Première Guerre mondiale, il a été le navire amiral de la Vorpostenflottille  sous commandant du comte Ferdinand von Zeppelin. En 1918, il a été endommagé par une mine et a dû être ramener dans un chantier pour réparation.

## Entre-deux-guerres
Le Kaiser devait être livré en août 1919 au Royaume-Uni. Il a pu être racheté le 23 septembre 1921 par sa compagnie maritime d'origine (HAPAG). En 1922 il a été remis dans son état primitif sur les chantiers navals et ouvrages de génie Bremer Vulkan de Vegesack (Brême). Ils ont obtenu une nouvelle machine avec moins de puissance. 
Le 17 juin 1923, il entre en collision avec le paquebot britannique Bellbro sur le Stör une rivière du Schleswig-Holstein. Le côté droit du Kaiser a été endommagé au-dessus de la ligne de flottaison. Un seul passager sur 1887 a été tué, et 4 blessés grièvement. 
Toujours en service sur la ligne Hambourg-Helgoland il desservit aussi les îles de Amrum, Föhr et Sylt pour le service naval de la province de Prusse-Orientale avec un complément de cabines.

## Seconde Guerre mondiale
Au cours de la Seconde Guerre mondiale, le Kaiser est une nouvelle fois réquisitionné et transformé en mouilleur de mines. Il reçoit un minimum d'artillerie et jusqu'à 180 mines. Il est temporairement sous le commandement de Carl Kircheiss. À partir de 1943, il sert de navire de recherche pour la Kriegsmarine.

## Après guerre
Après la guerre, le Kaiser a été livré à la Grande-Bretagne puis, en 1946, à l'Union soviétique où il a pris le nom de Nekrassov. 
En avril 1947 il passe à la République populaire de Pologne sous le nom de Beniowski après une révision de la machinerie à la Earle Shipbuilding & Engineering Co. au Royaume-Uni et des réparations ultérieures sur la Danziger Shipyard Werft Pologna à Gdańsk. À partir du 22 juillet 1948 il navigue pour la compagnie maritime Gryf Zegluga Przbrzenza sur la ligne Sopot - Gdynia - Szczecin. En 1949, il devient un navire-école pour la marine polonaise à Gdynia de 1950 à 1954, puis à Stettin en formation fixe et navire-caserne.